# Hemeroblemma dolosina
Hemeroblemma dolosina är en fjärilsart som beskrevs av Max Wilhelm Karl Draudt och M.Gaede 1940/46. Hemeroblemma dolosina ingår i släktet Hemeroblemma och familjen nattflyn. Inga underarter finns listade i Catalogue of Life.